# Peter Reckell
Peter Reckell (Elkhart, Indiana, 7 mei 1955) is een Amerikaans acteur.
Hij begon zijn carrière als Eric Hollister in de soapserie As the World Turns van 1980 tot 1982. 
In 1983 begon hij met zijn bekendste rol, die van Bo Brady in Days of our Lives, die speelde hij tot 1987 hij vormde er een koppel met Hope Williams (Kristian Alfonso). In 1989 speelde hij in Knots Landing maar in 1990 keerde hij weer terug naar Days, tot 1992, dan ging hij weg en werd zijn personage vervangen.
Toen zijn vervanger ook de serie verliet in 1995 werd aan Reckell gevraagd of hij nog interesse had en hij nam zijn rol weer op en speelt die nog steeds.
Samen met Kristian Alfonso won hij al verschillende Soap Opera Digest Awards voor favoriete soapkoppel en in 2002 kregen ze zelfs een speciale Emmy Award voor favoriet koppel. 
Reckell is getrouwd met liedjesschrijver Kelly Moneymaker.